# (528219) 2008 KV42
(528219) 2008 KV42, também escrito como (528219) 2008 KV42, é um objeto transnetuniano com uma órbita retrógrada. Sua inclinação de 104° e seu movimento retrógrado sugerem que é o elo perdido entre a sua fonte na Nuvem de Oort interior e cometas tipo Halley, proporcionando assim uma visão mais aprofundada da evolução do exterior do Sistema Solar. As medidas do objeto não é mais de 90 km de diâmetro e com um semieixo maior de 41,347 UA leva um pouco mais de 306 anos para completar uma órbita ao redor do Sol.

## Descoberta
A primeira observação de (528219) 2008 KV42 foi realizada utilizando o Telescópio Canadá-França-Havaí, no dia 31 de maio de 2008, enquanto o objeto estava a 42° acima do plano da eclíptica e, a uma distância de 32 UA. Os seus descobridores foram Brett J. Gladman, John J. Kavelaars e Jean-Marc Petit. A descoberta de 2008 KV42 foi anunciada em 16 de julho de 2008.

## Características orbitais
A órbita de (528219) 2008 KV42 tem uma excentricidade de 0,490 e possui um semieixo maior de 41,347 UA. O seu periélio leva o mesmo a uma distância de 21,107 UA em relação ao Sol e seu afélio a 61,587 UA.

### Órbita retrógrada
O que torna este corpo interessante é a sua órbita inversa aos de outros corpos celestes (planeta, planeta anão e asteroide, exceto alguns cometas como o Halley). Qualquer planeta ou planetoide ou asteroide não parecia fazer uma turnê ao redor do mundo solar, de cabeça para baixo, até a descoberta de (528219) 2008 KV42 por uma equipe de astrônomos. Esta órbita estranha sugere que se trata de um antigo corpo da Nuvem de Hills ou Nuvem de Oort.